# Bruce Hay
Pour les articles homonymes, voir Hay.

a Compétitions nationales et continentales officielles uniquement.

b Matchs officiels uniquement.
Dernière mise à jour le 10 janvier 2012.
Bruce Hamilton Hay, né le 23 mai 1950 à Édimbourg et il est mort le 30 septembre 2007 dans la même ville, est un joueur écossais de rugby à XV qui joue avec l'équipe d'Écosse de 1975 à 1981 évoluant au poste d'arrière ou d'ailier.

## Biographie
Bruce Hay poursuit sa scolarité à la Liberton High School et il devient ingénieur des mines et plus tard commercial. Il évolue d'abord avec le club de Liberton avant de rejoindre Boroughmuir RFC en 1972 avec qui il dispute un total de 279 matchs. Il gagne sa première cape internationale le 14 juin 1975 à l’occasion d’un match contre l'équipe de Nouvelle-Zélande à l'Eden Park. Sa concurrence avec Andy Irvine pour le poste d'arrière est fameuse, aussi, il évolue parfois en sélection au poste d'ailier. Il joue le dernier match international le 20 juin 1981 également à l’occasion d’un match contre la Nouvelle-Zélande. Il obtient un total de 23 capes internationales sous le maillot écossais. Bruce Hay joue aussi trois matchs pour les Lions britanniques en 1980 en Afrique du Sud. En revanche, il n'en dispute aucun en Nouvelle-Zélande en 1977 alors qu'il faisait partie du groupe. 
Après sa carrière de joueur, il devient entraîneur et encadre successivement le Boroughmuir RFC, Edinburgh Academical, l'équipe d'Écosse B et celle des moins de 19 ans. Il meurt d'une tumeur au cerveau le 30 septembre 2007.

## Statistiques

### En équipe nationale
- 23 sélections
- 12 points (3 essais)
- Sélections par année : 2 en 1975, 1 en 1976, 5 en 1978, 5 en 1979, 4 en 1980, 6 en 1981
- Tournois des Cinq Nations disputés : 1976, 1978, 1979, 1980, 1981

### Avec les Lions britanniques
- 3 sélections en 1980
- 4 points (1 essai)